# Jiřina Prekopová
Jiřina Prekopová (14. října 1929, Olomouc nebo Prostějov – 7. září 2020, Praha), publikující též pod jménem Jirina Prekop, byla česká dětská psycholožka a autorka populárně naučné literatury z oblasti dětské psychologie a výchovy, která působila v Německu.
Byla známou propagátorkou neověřené formy psychoterapie, tzv. terapie pevným objetím. Vyvinula přitom vlastní neakreditovanou metodu, tzv. Terapie pevným objetím podle Prekopové. Bývala proto terčem kritiky, v České republice proti terapii a Jiřině Prekopové vystupuje například organizace APLA, sdružující rodiče dětí s autismem.
Zemřela v Praze ve věku 90 let.

## Dílo
- Malý tyran. Co vlastně děti potřebují, Praha : Portál, 11993, ISBN 80-85282-56-9, 62009, ISBN 978-80-7367-589-9
- Děti jsou hosté, kteří hledají cestu (s Christel Schweizerovou), Praha : Portál, 11993, ISBN 80-85282-77-1, 42003, ISBN 80-7178-854-6
- Neklidné dítě, Praha : Portál, 1994, ISBN 80-7178-019-7
- Když dítě nechce spát, Praha : Portál, 1997, ISBN 80-7178-142-8; 22008, ISBN 978-80-7367-431-1
- Jak být dobrým rodičem. Krůpěje výchovných moudrostí, Praha : Grada, 2001, ISBN 80-247-9063-7
- Empatie – Vcítění v každodenním životě, Praha : Grada, 2004, ISBN 80-247-0672-5
- Nese mě řeka lásky (rozhovor s Ingeborg Szöllösi a Ivanou Krausovou), Brno : Cesta, 2007, ISBN 978-80-7295-092-8
- Odhalte poklad u svého dítěte. Kniha pro zvídavé rodiče (s Geraldem Hütherem), Praha : Grada, 2008, ISBN 978-80-247-2070-8
- Kdybyste věděli, jak vás miluji. Jak pomoci obtížně vychovatelným dětem postavením rodinného systému a terapií pevným objetím (s Bertem Hellingerem), Brno : Cesta, 2008, ISBN 978-80-7295-105-5
- Prvorozené dítě. O sourozenecké pozici, Praha : Portál, 2009, ISBN 978-80-7367-516-5
- Pevné objetí. Cesta k vnitřní svobodě, Praha : Portál, 2009, ISBN 978-80-7367-614-8
- I rodiče by měli dělat chyby, Praha : Portál, 2010, ISBN 978-80-7367-766-4
- Jsem tu pro lásku, Praha : Portál, 2010
- Prekopová, Jiřina; Šturma, Jaroslav; Koucká, Pavla;: Jiřina Prekopová, Jaroslav Šturma – Výchova láskou, Praha : Portál, 2012, ISBN 978-80-262-0077-2
- Jen v lásce přežijeme, Praha : Portál, 2014, ISBN 978-80-262-0589-0